# Pollenia parviostia
Pollenia parviostia är en tvåvingeart som beskrevs av Feng 1999. Pollenia parviostia ingår i släktet vindsflugor, och familjen spyflugor. Inga underarter finns listade i Catalogue of Life.